# Congy
Congy ist eine französische Gemeinde mit 256 Einwohnern (Stand: 1. Januar 2022) im Département Marne in der Region Grand Est (vor 2016 Champagne-Ardenne). Sie gehört zum Arrondissement Épernay und zum Kanton Dormans-Paysages de Champagne. Die Einwohner werden Bayens genannt.

## Geographie
Congy liegt etwa 39 Kilometer südsüdwestlich von Reims. Umgeben wird Congy von den Nachbargemeinden Montmort-Lucy im Norden, Étoges im Osten und Nordosten, Fèrebrianges im Osten, Vert-Toulon im Osten und Südosten, Coizard-Joches im Süden und Südosten, Villevenard im Süden und Südwesten, Baye im Westen, Champaubert im Westen und Nordwesten sowie La Caure im Nordwesten. 

## Bevölkerungsentwicklung
| Jahr                       | 1962 | 1968 | 1975 | 1982 | 1990 | 1999 | 2006 | 2011 | 2018 |
| Einwohner                  | 395  | 379  | 334  | 302  | 315  | 288  | 273  | 253  | 267  |
| Quellen: Cassini und INSEE |      |      |      |      |      |      |      |      |      |

## Sehenswürdigkeiten
- Menhir Pierre-Fritte, seit 1889 Monument historique
- Kirche Saint-Rémy aus dem 12./13. Jahrhundert, seit 1986 Monument historique
- Schloss Congy von 1825

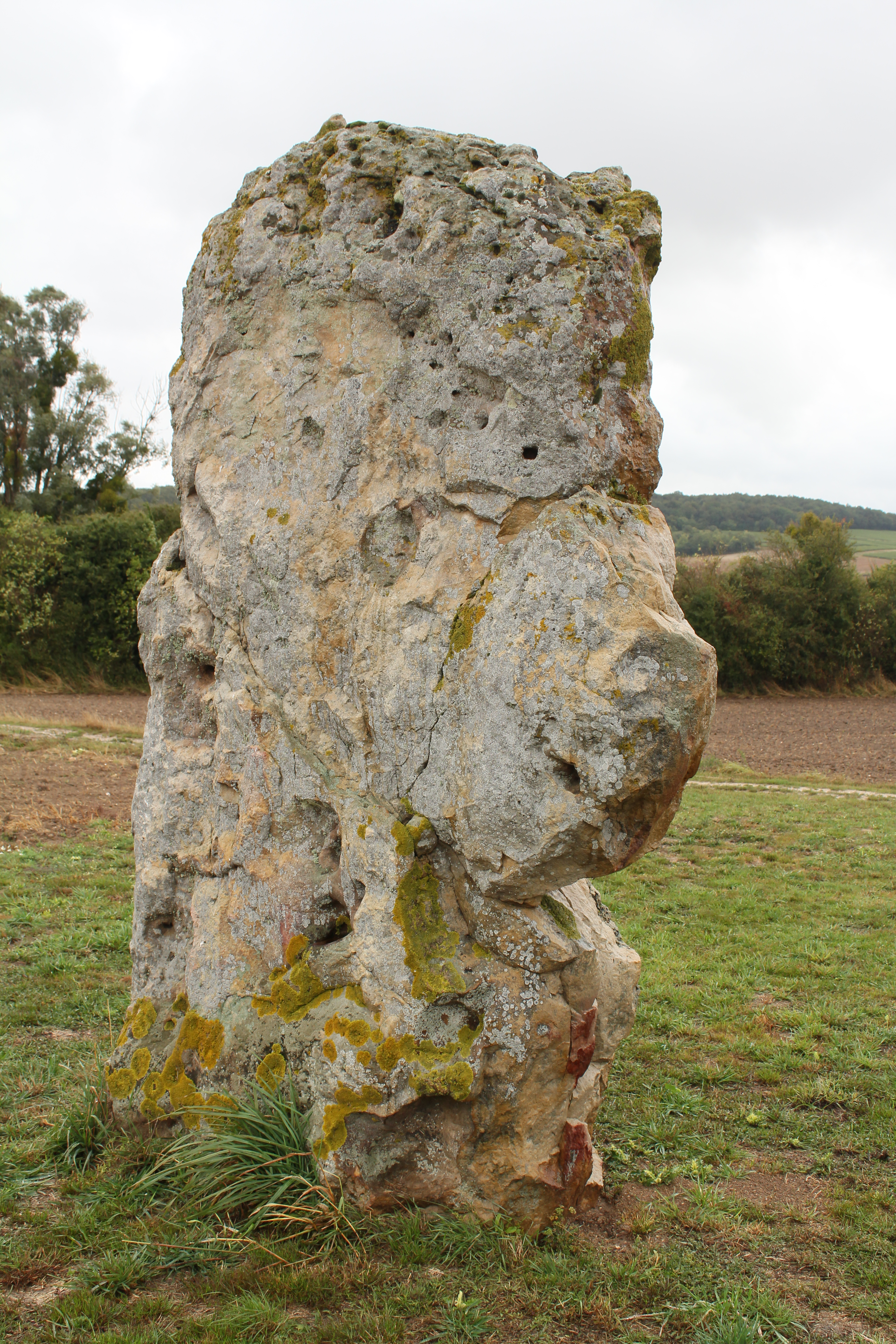
Menhir Pierre-Fritte
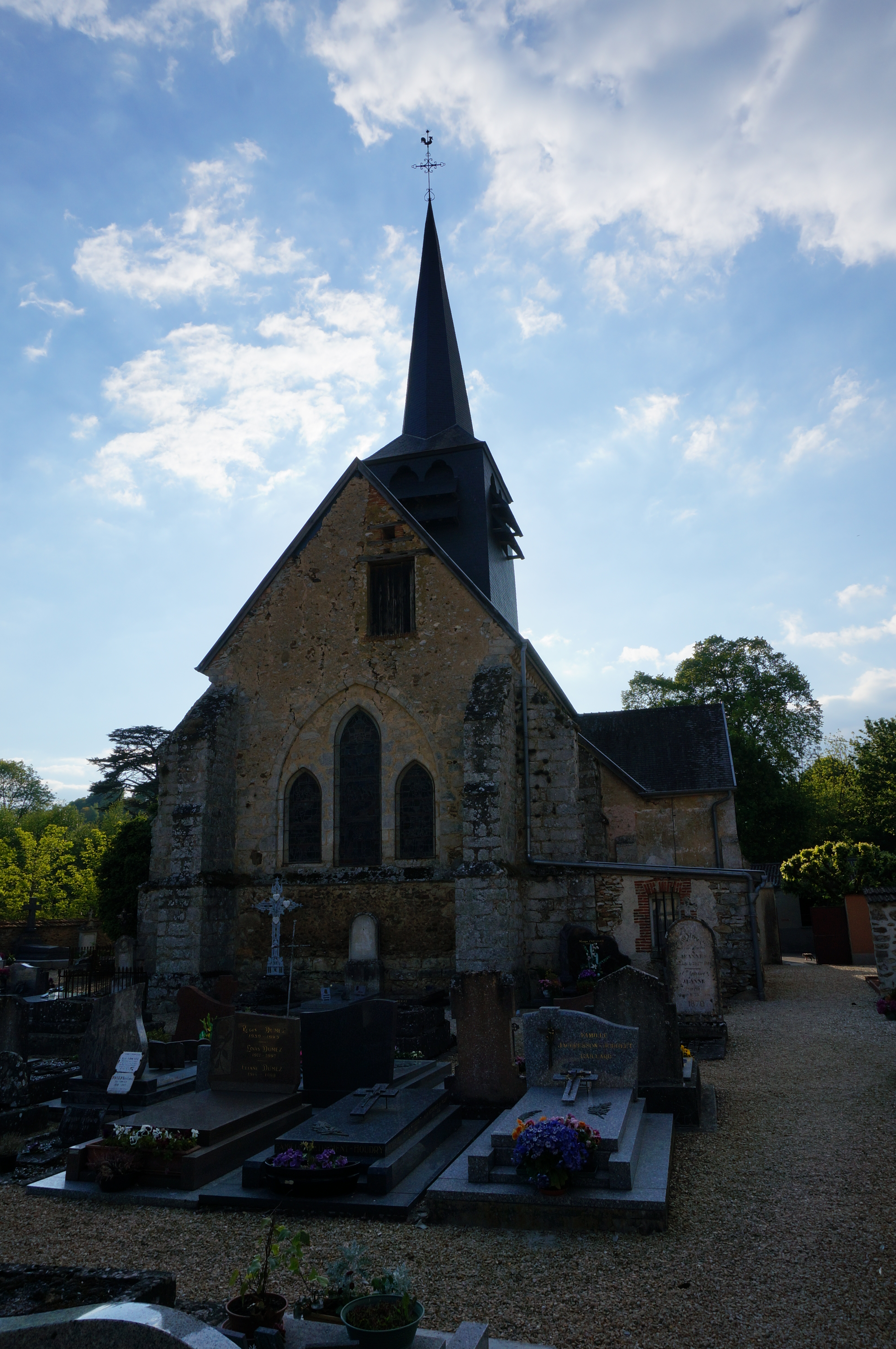
Kirche Saint-Rémy
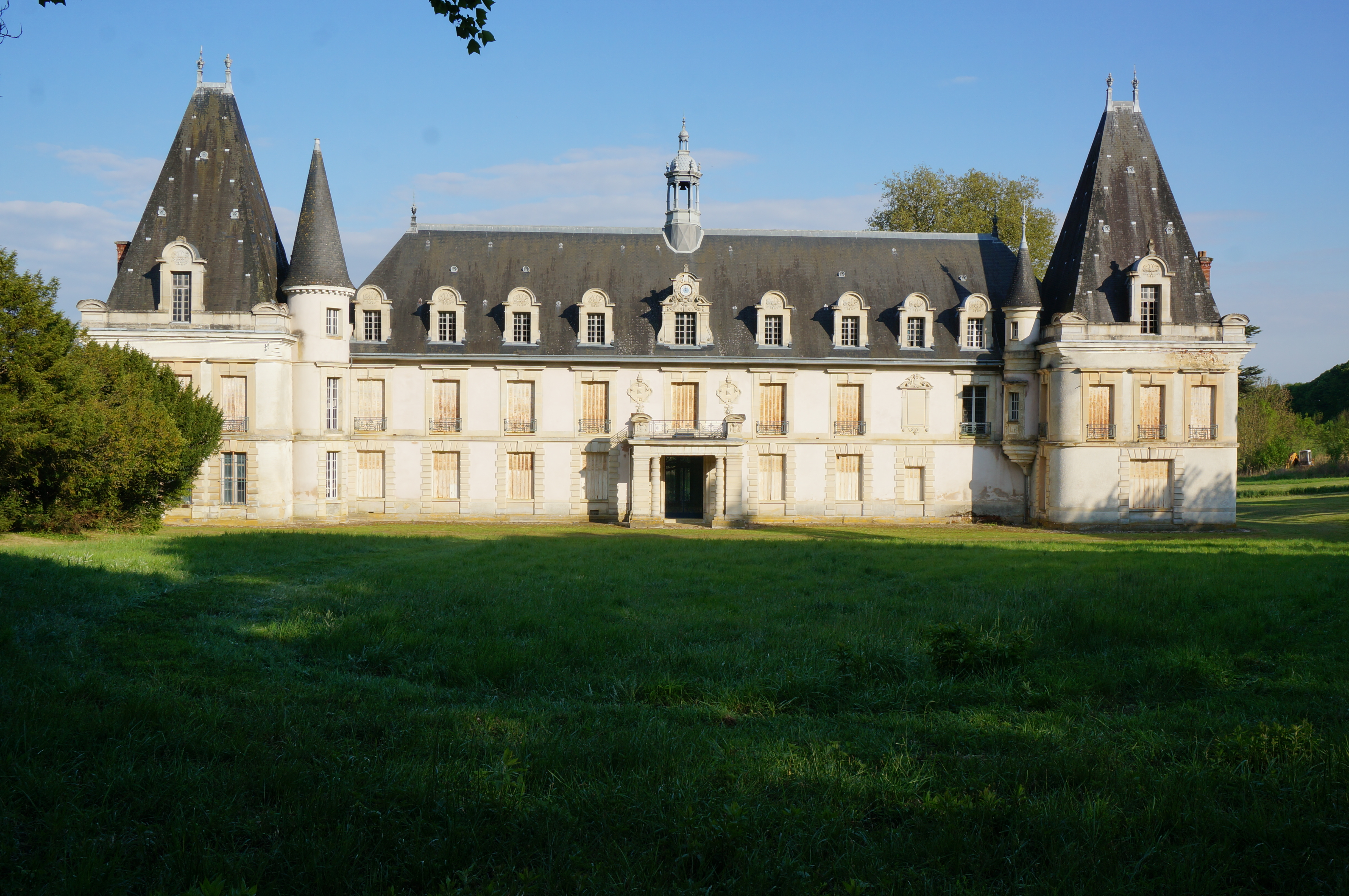
Schloss Baye